# Pochwerk (Reichshof)
Pochwerk ist ein Ort von 106 Ortschaften der Gemeinde Reichshof im Oberbergischen Kreis im nordrhein-westfälischen Regierungsbezirk Köln in Deutschland.

## Lage und Beschreibung
Die nächstgelegenen Zentren sind Gummersbach (15 km nordwestlich), Köln (64 km westlich) und Siegen (39 km südöstlich).
| Bevölkerungsentwicklung | Bevölkerungsentwicklung |
| Jahr                    | Einwohner               |
| ----------------------- | ----------------------- |
| 1946                    | 29                      |
| 1991                    | 42                      |
| 2005                    | 39                      |
| 2008                    | 36                      |
| 2017                    | 30                      |
| 2018                    | 30                      |
| 2019                    | 27                      |